# Grom (priimek)
Grom je priimek v Sloveniji, ki ga je po podatkih Statističnega urada Republike Slovenije na dan 1. januarja 2010 uporabljalo 300 oseb in je med vsemi priimki po pogostosti uporabe uvrščen na 1.298. mesto.

## Znani nosilci priimka
- Aljoša Grom (*1973), športni plezalec (balvanski)
- Bogdan Grom (1918—2013), slovensko-ameriški slikar, grafik, kipar in ilustrator, po rodu iz Trsta
- Dušan Grom (1920—2017), zdravnik otorinolalingolog, prof. MF
- Edo Grom (1898—1950), gledališki igralec in operni pevec
- Franc Grom (1940—2015), izumitelj, umetnostnoobrtni izdelovalec »vrhniških pirhov«
- Gašper Grom (*1971), bodibilder, dietetik
- Jolanda Grom Ravnikar (*1952), upok. policistka, humanitarka, pevka, prostovoljka, Slovenka leta
- Jože Grom (1908—1981), strokovnjak za zdravilna zelišča in gobe (mikolog)
- Jože Grom (*1949), veterinar, mikrobiolog, prof. VF
- Leo Grom (1925—1967), športnik kegljač
- Marta Grom (1922—1978), pisateljica
- Maša Grom (1872—1949), socialna aktivistka, feministka
- Miha Grom (*1972), raketni modelar
- Nace Grom (1929—2008), novinar, urednik
- Janez Peter Grom, arhitekt
- Srečko Grom (1897—1971), botanik, fotograf
- Tomaž Grom, tehnični izumitelj z Vrhnike (jadrnica z bočnim stabilizatorjem in dvokrako gibljivo kobilico)
- Tomaž Grom (*1972), glasbenik kontrabasist, skladatelj (= film. režiser?)